# T77衝鋒槍

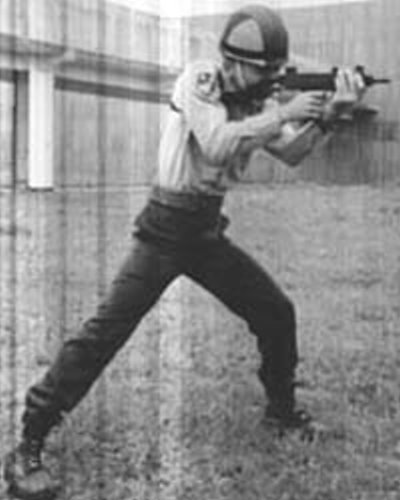
中華民國憲兵部隊試射T77衝鋒槍

T77衝鋒槍是中華民國聯勤205兵工廠為了替代接近年限的MAC-10，而開發的9公釐口徑冲锋枪。

## 歷史
T77於1985年（民國74年）時推出一外型類似MAC-10衝鋒槍的原型槍，當時並沒有賦予軍用編號，僅對外公開為「國造新型9mm衝鋒槍」，這時的原型槍外型與現今T77仍有相當的差異。此槍保留了MAC-10氣體反沖作用、開放式槍栓、包絡式槍機設計，體積細小、射速極高，但精確度低。
1991年公布的T-77配有黃色玻璃纖維（FRP）護手，握把後方也採用相同材質製成，早先的U型戰鬥照門改為能兩段切換、調整左右風偏的圓孔式照門，槍管的固定方式也由M-10/M-11的差入式，改成類似以色列烏茲衝鋒槍相同的螺帽固定式。此外T77並將槍管加長，且重新計算槍機與全槍重量及重心，使T77的射程增加且精準度提高，容易分解保養以及更換零組件。
直到1992年，T77才出現一批橘紅色FRP護木的量產型，算是正式定型，之後的量產型改回黑色橡膠護木。經過長時間開發過程的T77進入中華民國國軍成為制式裝備。

## 設計
T77的基本設計參考迷你烏茲衝鋒槍，採用開放式槍栓、前套式中空槍機和握把式裝彈設計。為了增加射擊穩定性，T77衝鋒槍的握把設於槍身重心上，有助於射手更容易掌握槍身。槍管上方車有兩道向右上開的斜溝，能抑制槍口上揚；槍身上也有如烏茲衝鋒槍的肋條，在異物入侵時，異物將會被擠至這些溝渠內，並不會妨礙槍機運作，不過T-77僅有左邊一側擁有此結構。T-77的安全裝置只有兩個，一為板機上方的保險鈕，負責控制板機是否能夠操作；另一則為槍身左側的射擊選擇鈕，可選擇全自動或者是半自動射擊。
槍機拉柄外形如同是烏茲衝鋒槍的圓柱缺口形，不過由於拉柄前端截面過小，無法舒適以手掌下端拉開槍機，需使用較不舒適的腕部角度，以左手姆指和食指抓握兩側拉開槍機；若射手為了增加拉開的力量，則必須將槍口朝下45度，但也會失去槍口指向目標的警戒狀況。射擊狀態也只能單獨以右手姆指撥動選擇鈕，進行半自動／全自動之轉換。T77的環狀背帶環不類似傳統長型背帶環優良，有保養擦拭不易、結構強度問題、容易產生碰撞聲響、不能提供穩固等問題。
由於採用握把式裝彈設計，可以快速進行換彈匣，減少反應所需的時間。但也因此握把與槍身得成90度的設計，相對在握持握把時，手腕關結需配合槍支調整。長時間握持此槍時，並不如其他半自動手槍或突擊步槍之握把來得舒適。T77拉柄與槍機以螺栓方式結合，不似烏茲衝鋒槍採用分離式設計，所以拉柄會隨者槍機運作往覆來回，也增加射手持槍之不便。在初期T-77有類似MAC-10簡易伸縮式的鐵條槍托設計，但後來因材質強度問題、無法收納至槍身內部、保養擦拭不便等問題取消。後來改採折疊金屬槍托設計，但這設計在摺疊時時槍托柄與護木會形成縫隙夾角，造成左手持槍不便。雖然T77能在槍托摺疊時可當作前握把使用，但由於槍托並未平貼槍身，反而會握持不便造成持槍力量偏移，影響射擊準確度，射手需有一定使用經驗來克服、修正彈著。
在更換槍管方面，T77不須任何工具，只要按下槍管卡準便可快速取下其槍管，無論是平時保養或者是後勤維修上都有一定的方便性；如果在戰場上，槍管已經達到報廢程度（超過射擊發數）時，射手可以自行更換槍管，不須另外送至工廠處理。現今出廠的T-77護木已採為黑色人工橡膠，可能是人工橡膠的防滑效果及手感較好，並對雨水、泥漿及灰塵等戰場環境較能適應的緣故。在槍枝護木前下端擁有凸出設計，可使射手能確實正確的握住護木，減少灼傷事件，T-77在槍身前端有固定套環螺紋，可以另外安裝消音器，來應付特戰需求。

### 可靠性測試
聯勤205兵工廠曾將T77衝鋒槍送交給憲兵特勤隊(MP.SSC)執行性能驗證：在6,000發射擊中，T-77的平均故障率在0.2%以下，而大部份的故障能在10秒之內可以排除；在連續300發無故障連續射擊、高溫、低溫、鹽水、靜態泥沙、動態塵沙、雨淋、墜落、泥漿水等測試方面，也全數通過。

## 使用國家
- 中華民國
  - 陸軍高空特勤中隊
  - 憲兵特勤隊
  - 海軍陸戰隊特勤隊
  - 警政署保7總隊 （页面存档备份，存于）

## 外部連結
- （中文）—知識台灣-關於T77衝鋒槍配件
- （中文）—國軍輕兵器展示區[永久]

https://www.ettoday.net/news/20191106/1573380.htm(照片中有警員持T77警戒) （页面存档备份，存于）